# الهوب (الحمراء)
الهوب منطقة سكنية تقع في ولاية الحمراء، التابعة لمحافظة الداخلية في سلطنة عمان. يقدر عدد سكانها بـ 70 نسمة حسب إحصاء عام 2010 التابع للمركز الوطني للإحصاء والمعلومات الحكومي. رمز المنطقة هو 50430120.

## منطقة تحتاج إلى رصف الطرق تعاني كثيرا من الوصول إلى المراكز الصحية والخدمات
- قائمة مدن سلطنة عمان

## الوصلات الخارجية
- المركز الوطني للإحصاء والمعلومات، سلطنة عمان